# Kupon gruziński
Kupon (gruz. კუპონი k'up'oni) był walutą Gruzji w latach 1993–1995. Został wprowadzony 5 kwietnia 1993 r., zastępując rubla rosyjskiego w stosunku 1:1. Ta waluta była tymczasowa, bez monet ani jednostek drobnych. Doświadczyła również hiperinflacji.

## Banknoty
Banknoty kuponu zostały wyemitowane w pięciu seriach: czterech w 1993 roku i jednej w 1994 roku. Każdy nominał został wprowadzony w nie więcej niż dwóch seriach.

### Pierwsza seria z 1993 roku

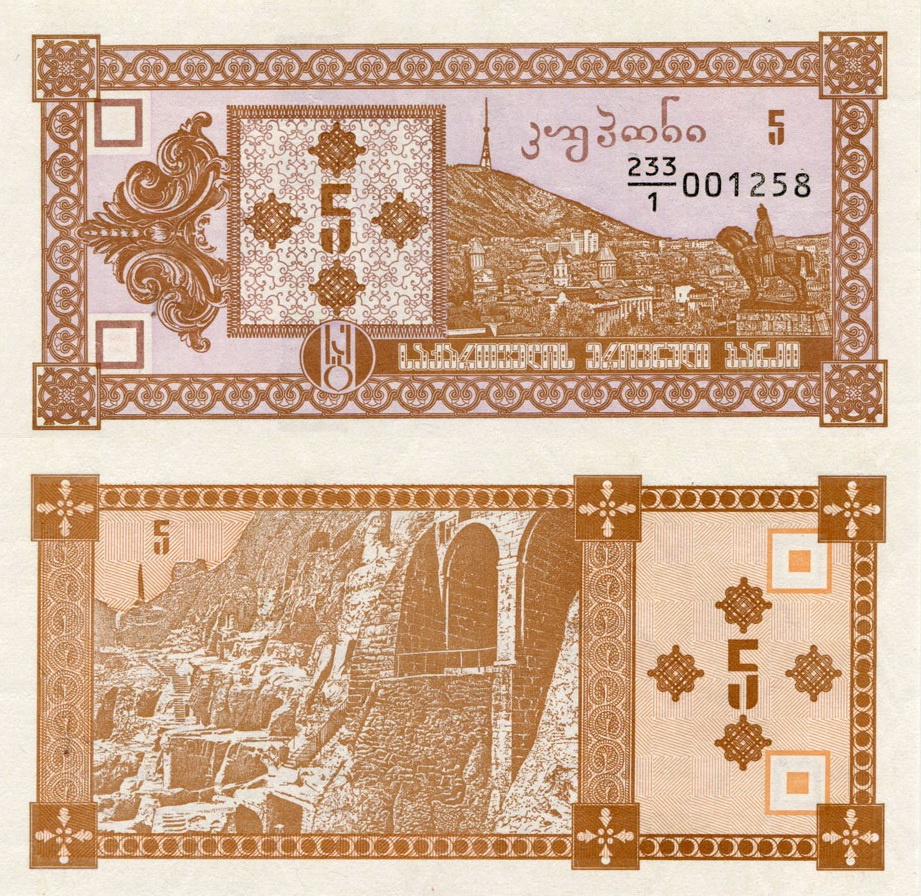
5 kuponów
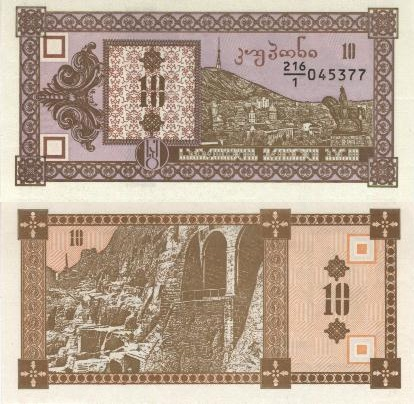
10 kuponów
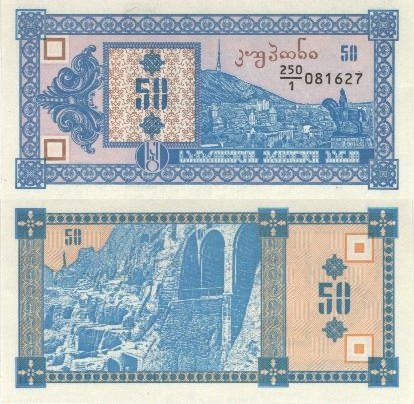
50 kuponów
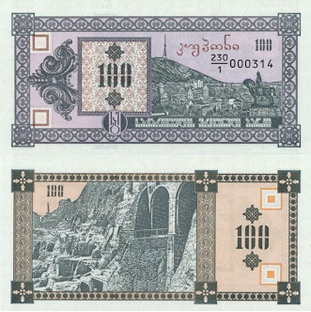
100 kuponów
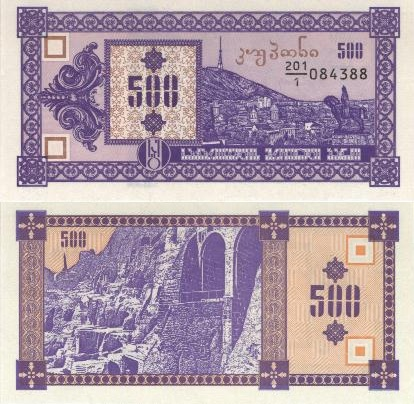
500 kuponów
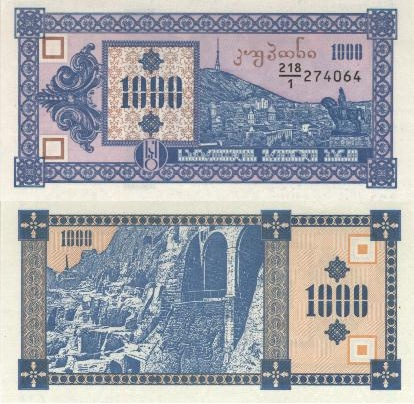
1000 kuponów
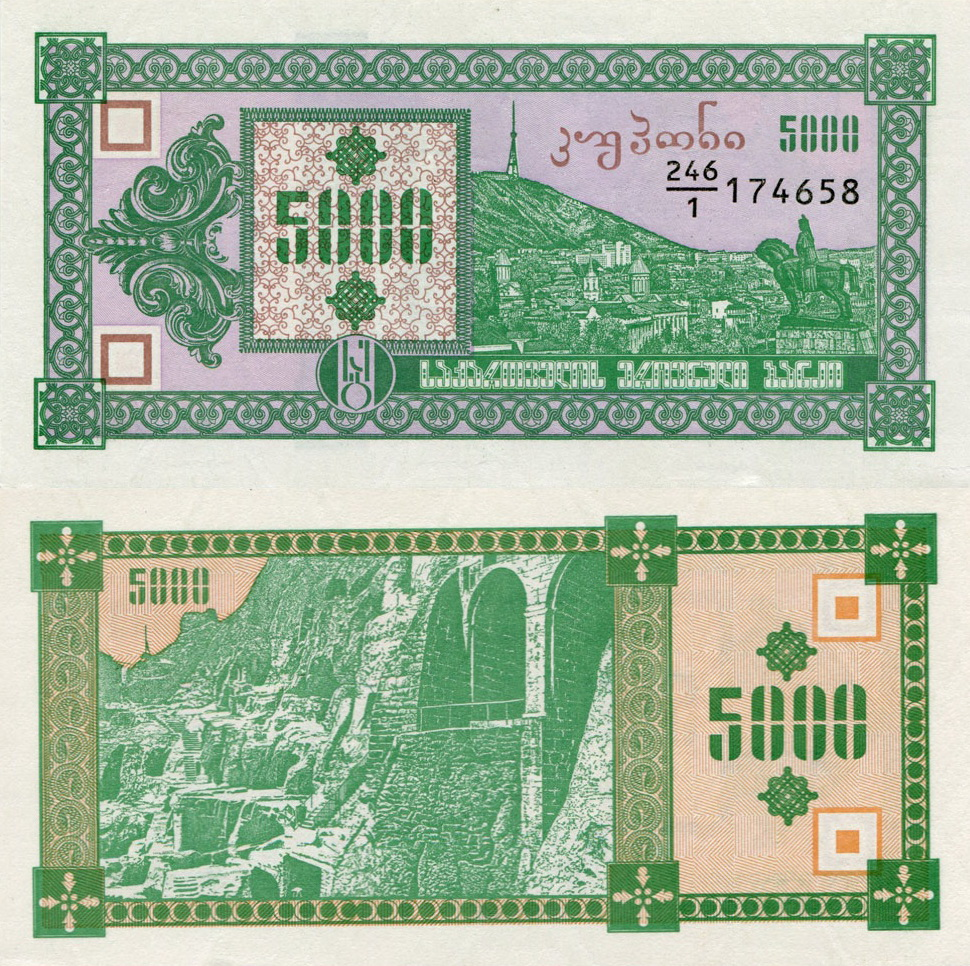
5000 kuponów
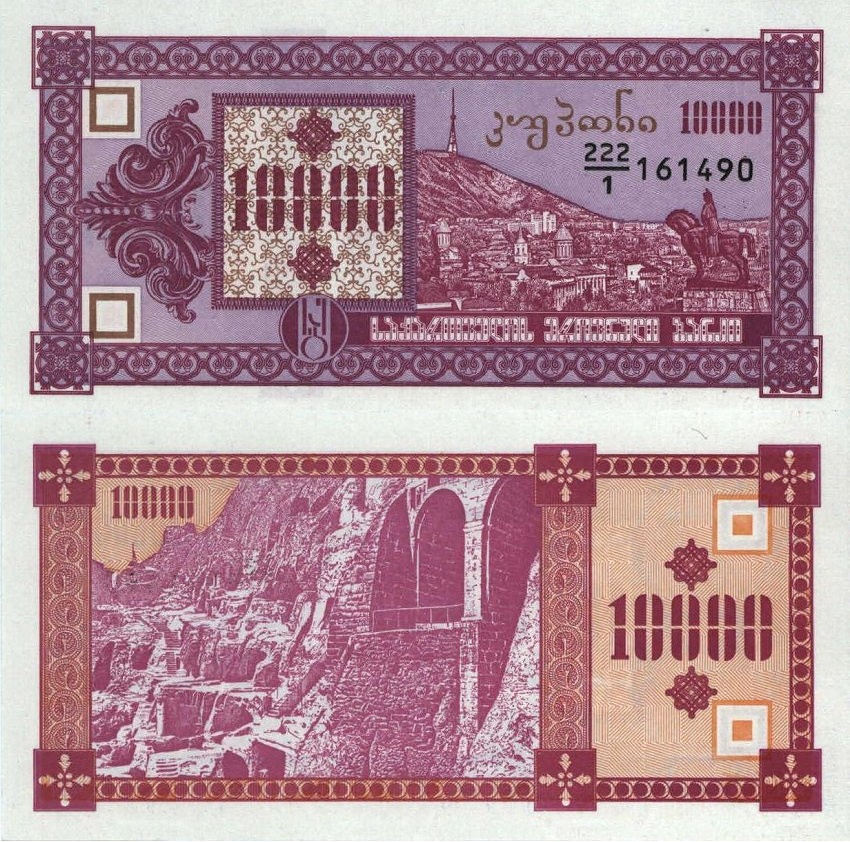
10 000 kuponów

### Druga seria z 1993 roku

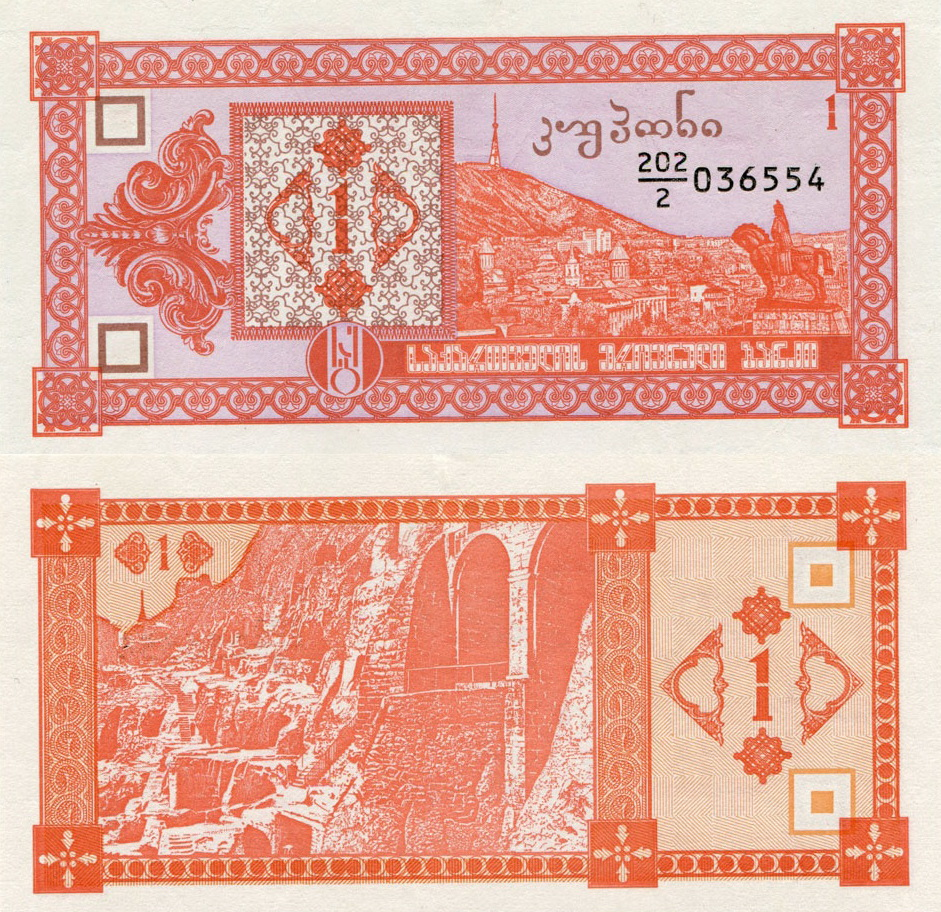
1 kupon
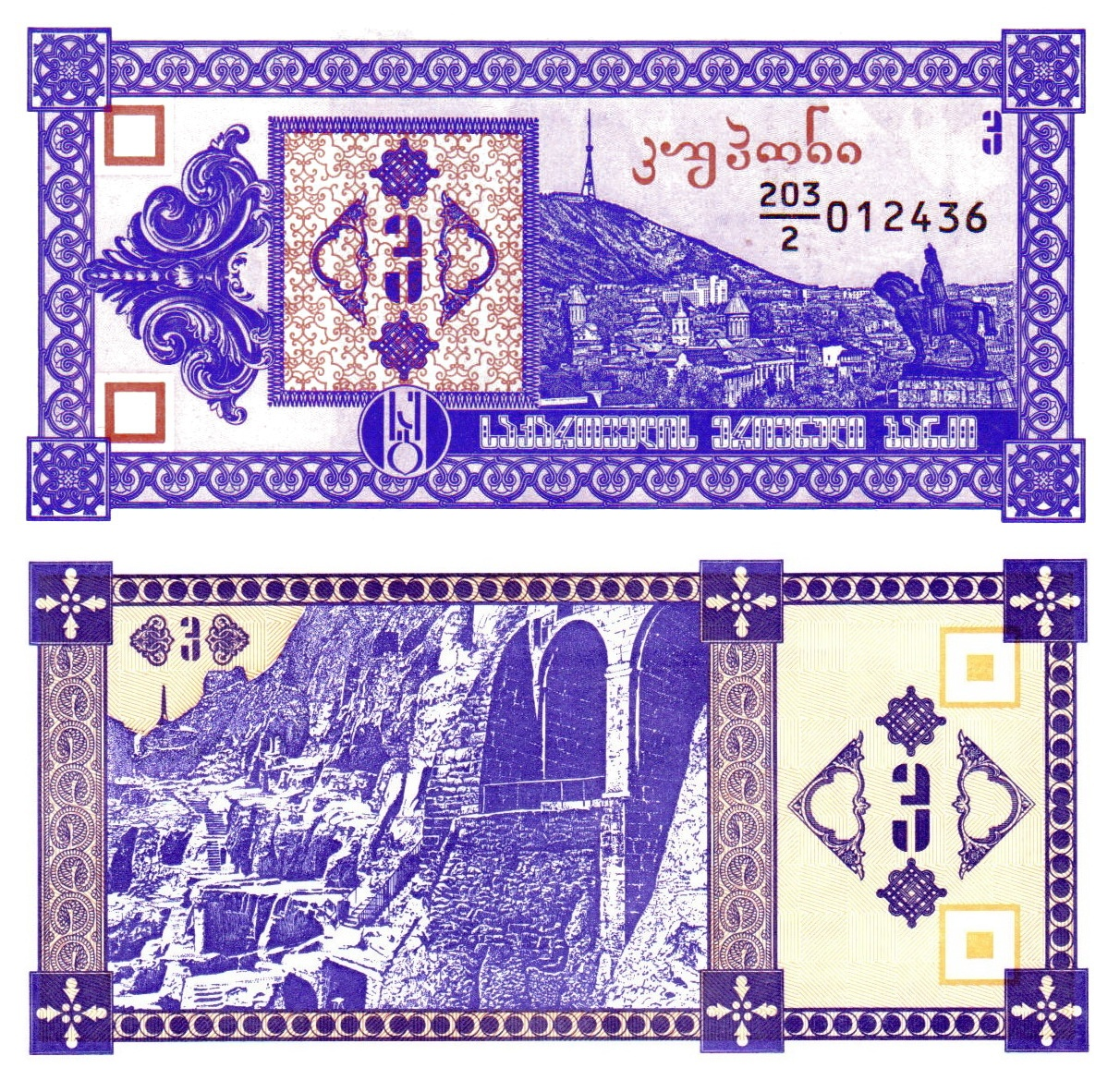
3 kupony
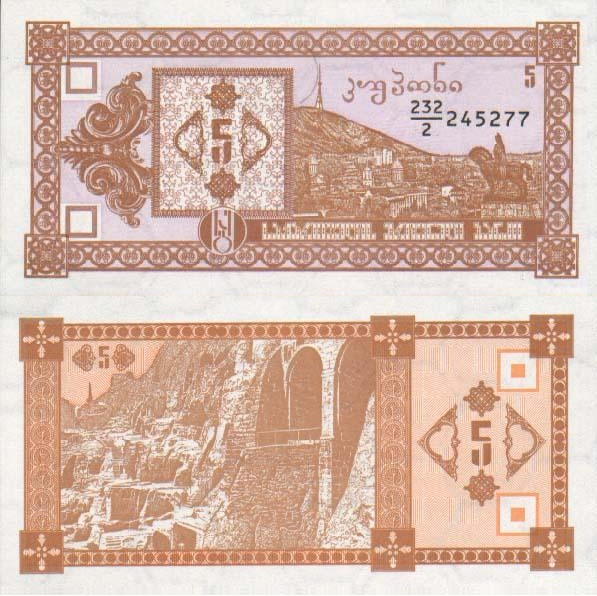
5 kuponów
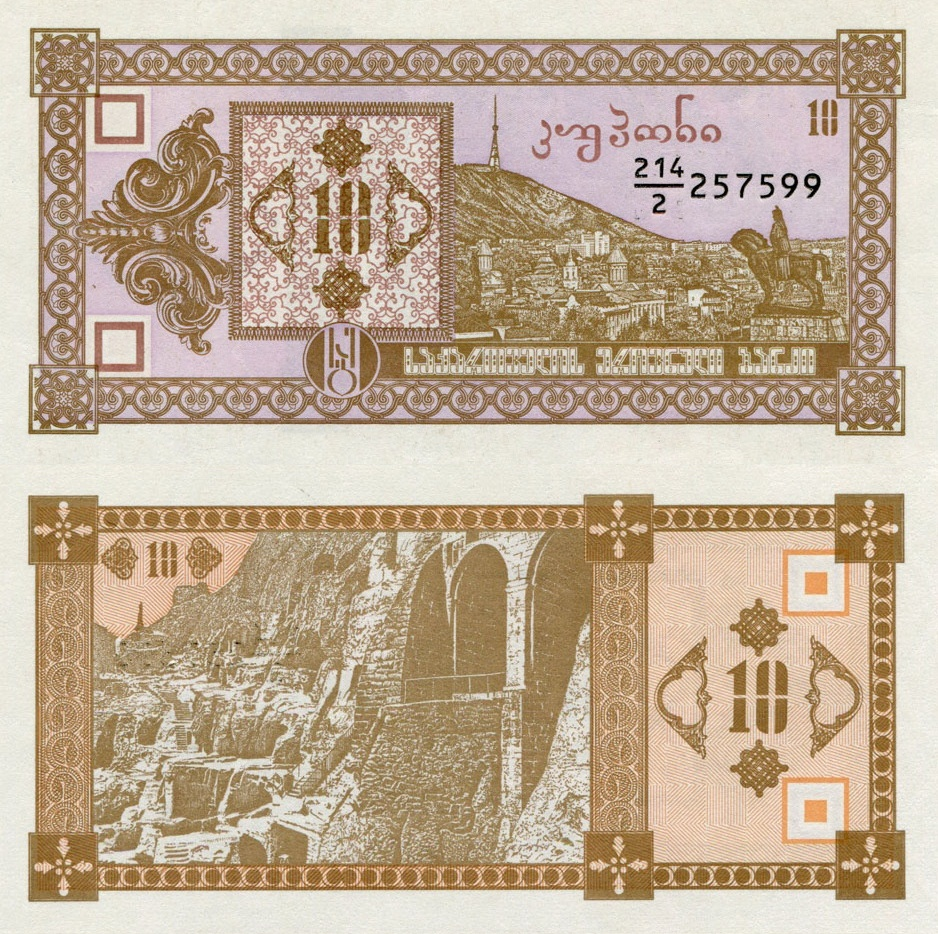
10 kuponów
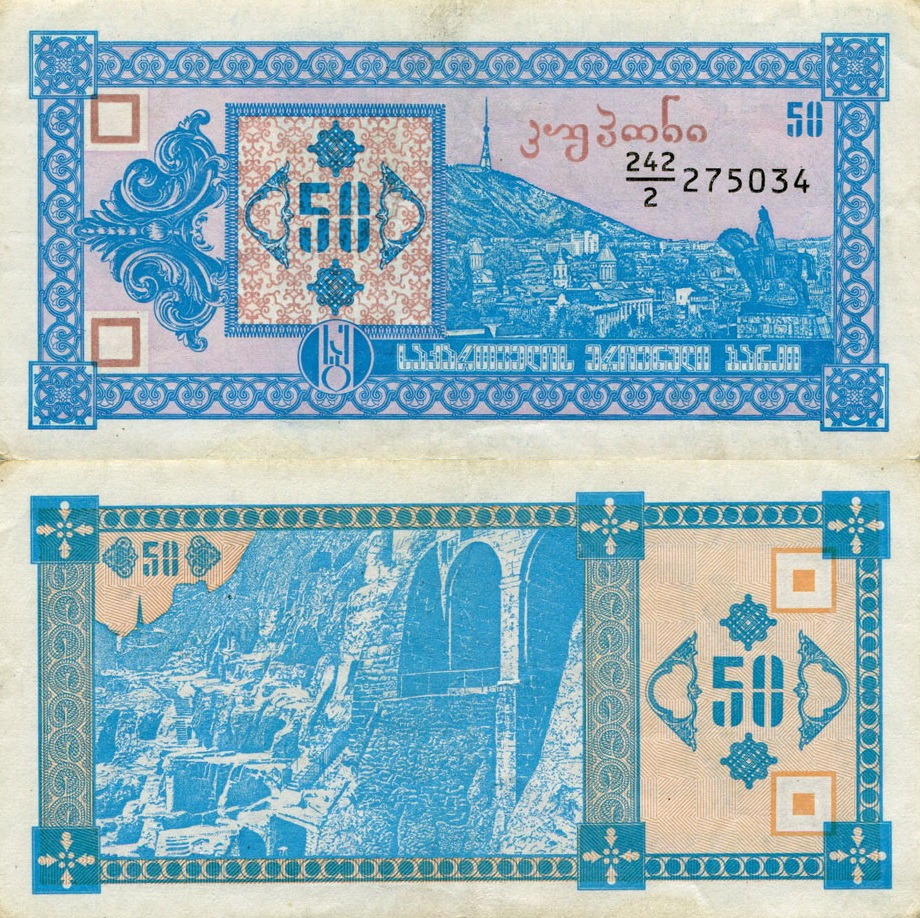
50 kuponów
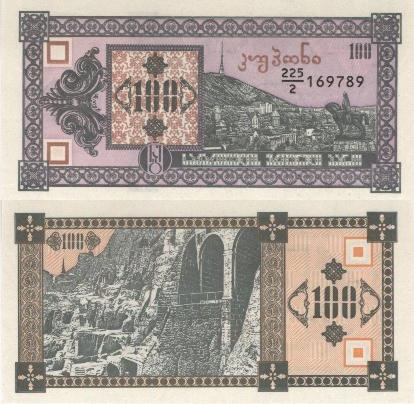
100 kuponów

### Trzecia seria z 1993 roku

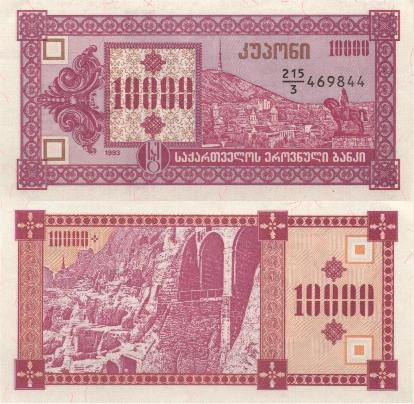
10 000 kuponów
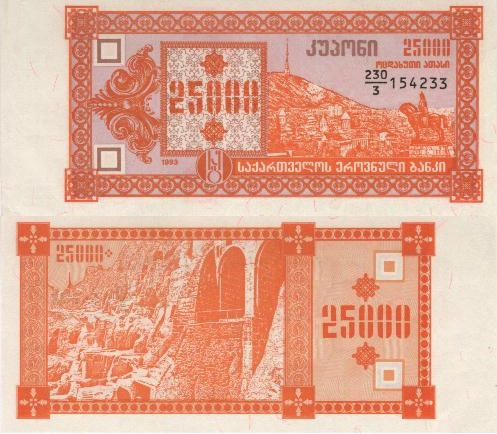
25 000 kuponów
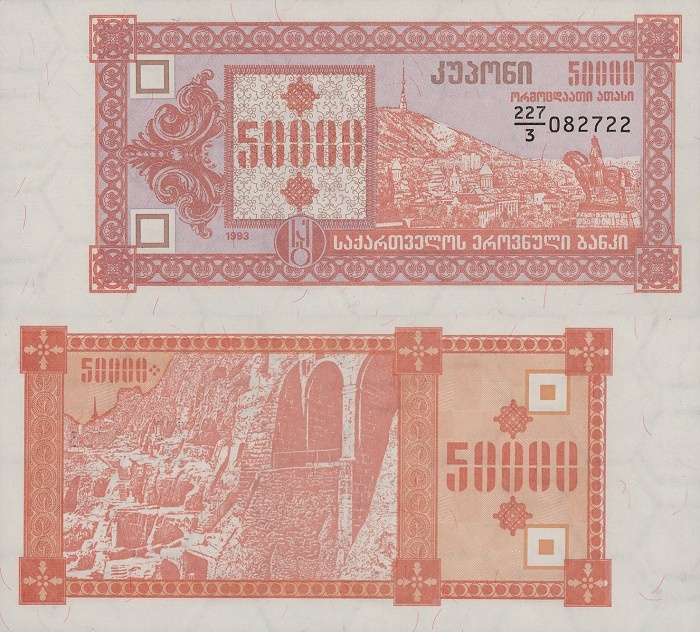
50 000 kuponów
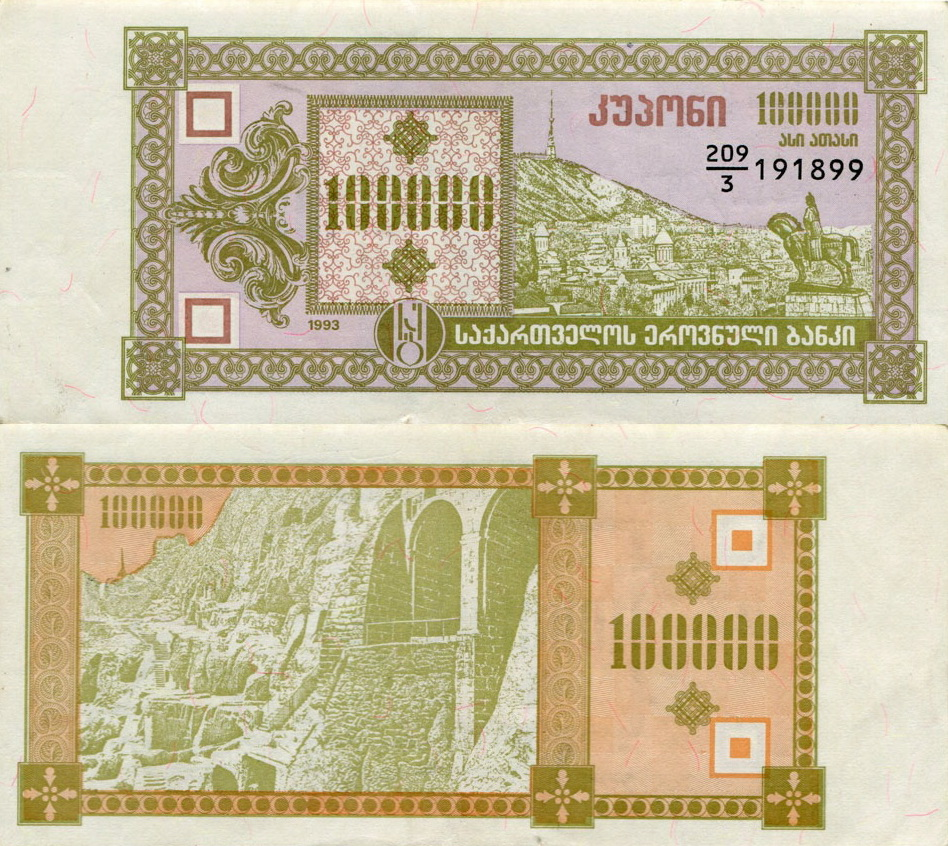
100 000 kuponów

### Czwarta seria z 1993 roku

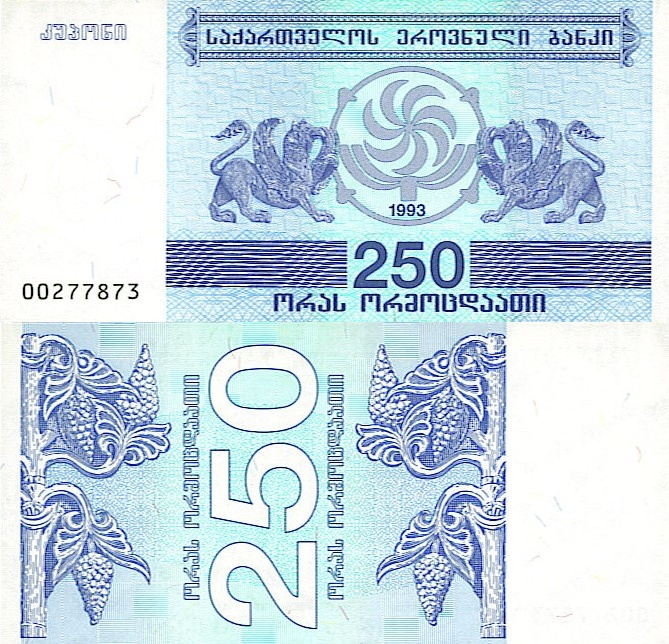
250 kuponów
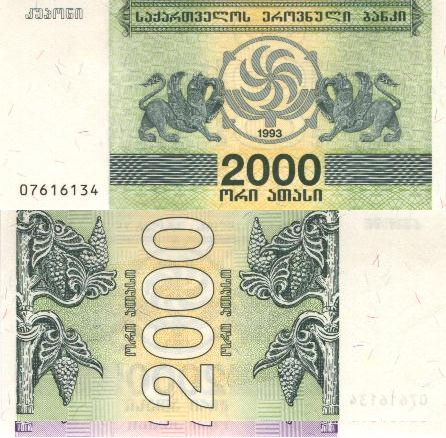
2000 kuponów
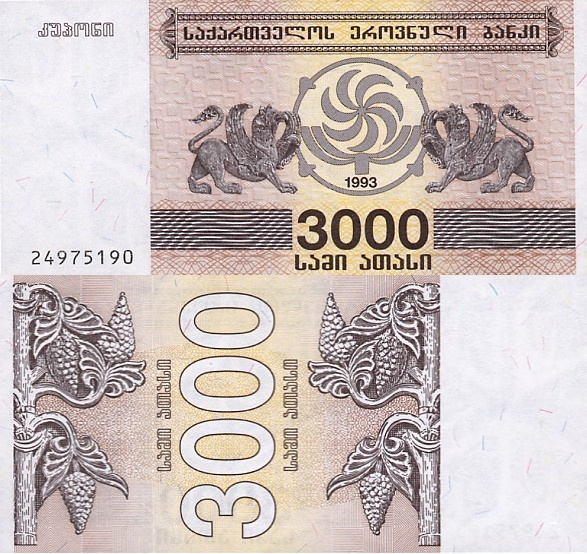
3000 kuponów
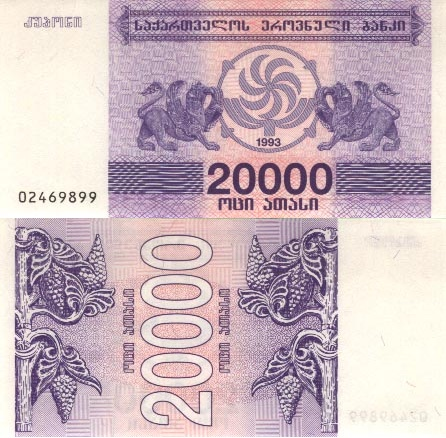
20 000 kuponów

### Seria z 1994 roku

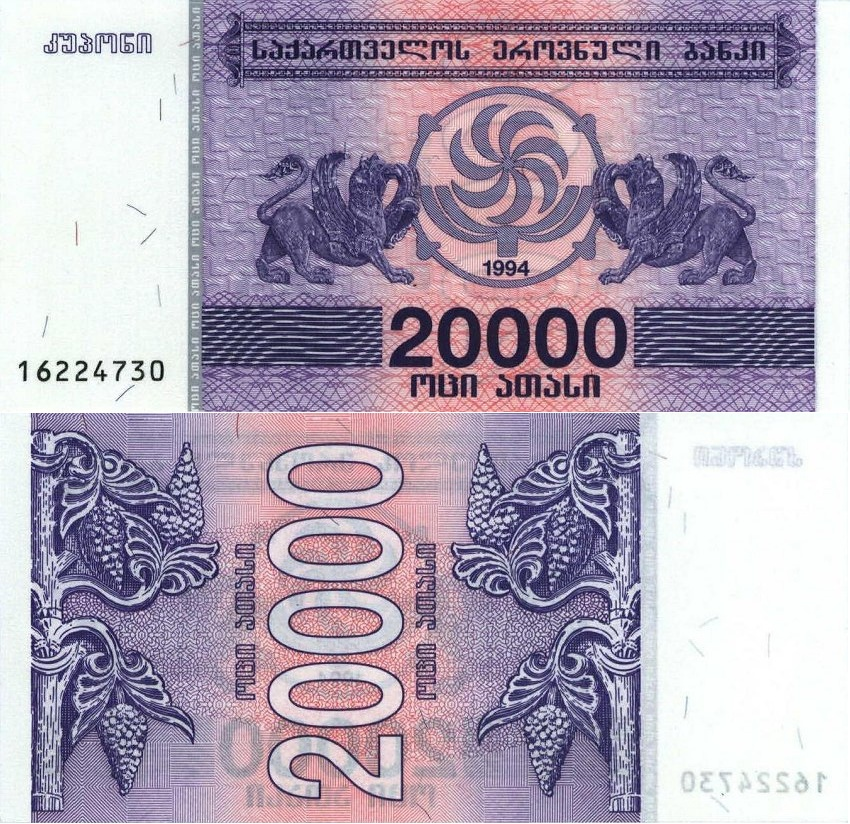
20 000 kuponów
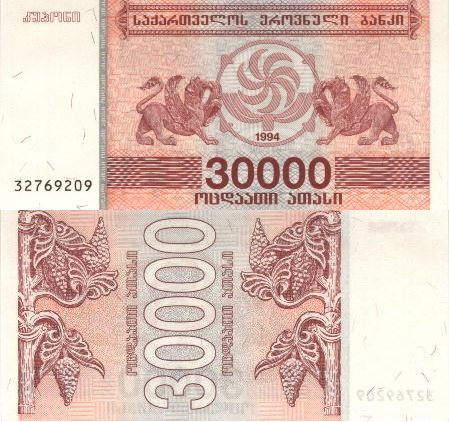
30 000 kuponów
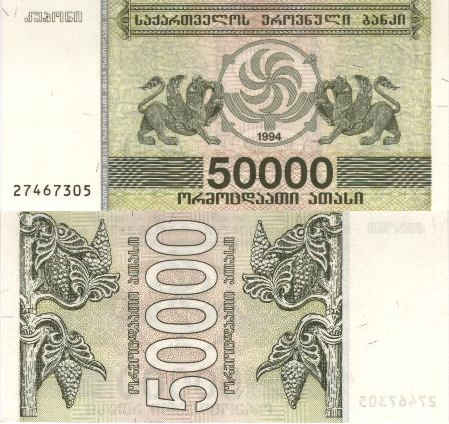
50 000 kuponów
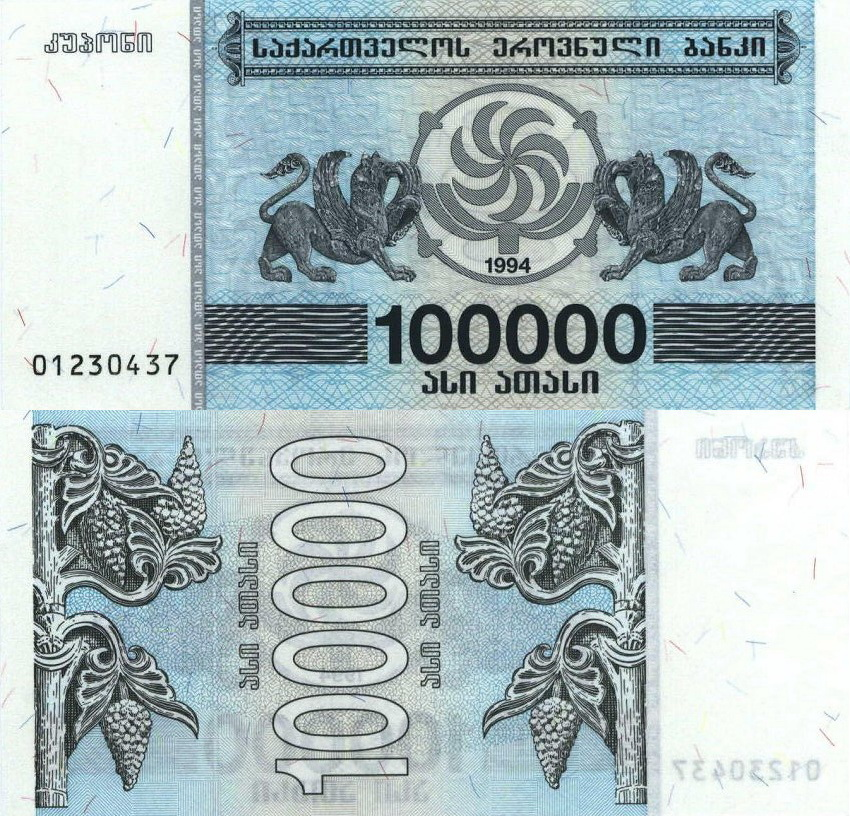
100 000 kuponów
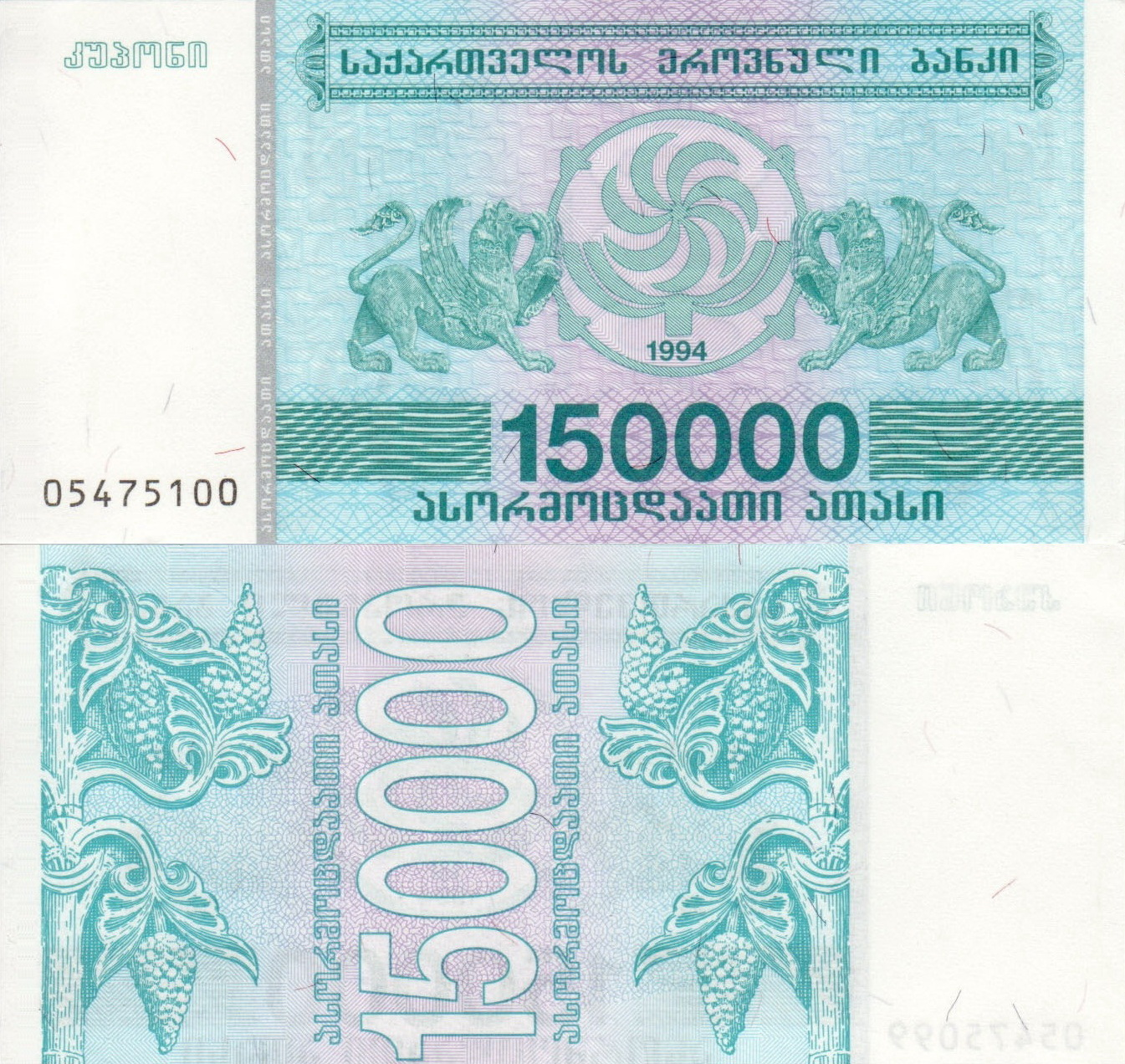
150 000 kuponów
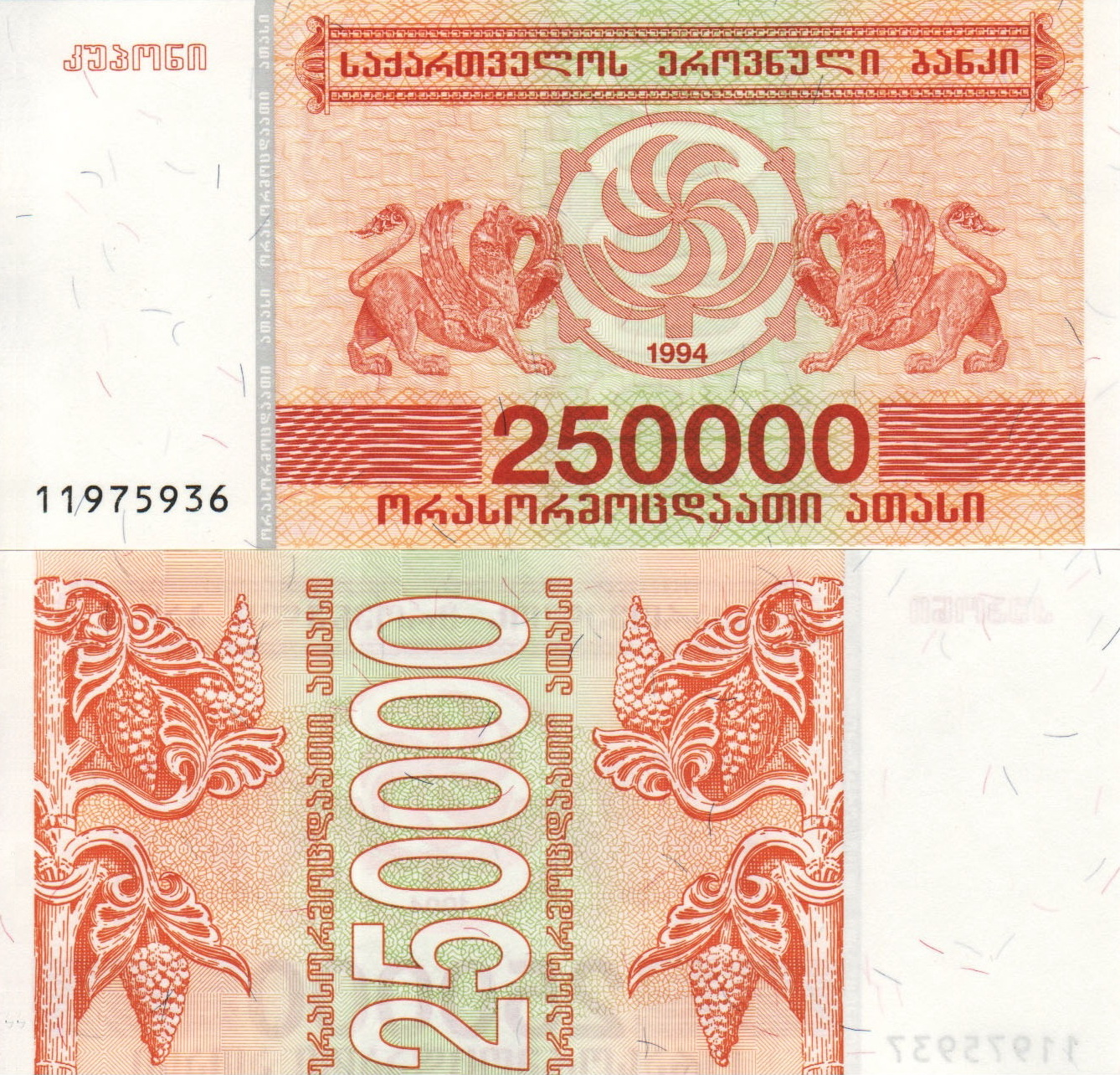
250 000 kuponów
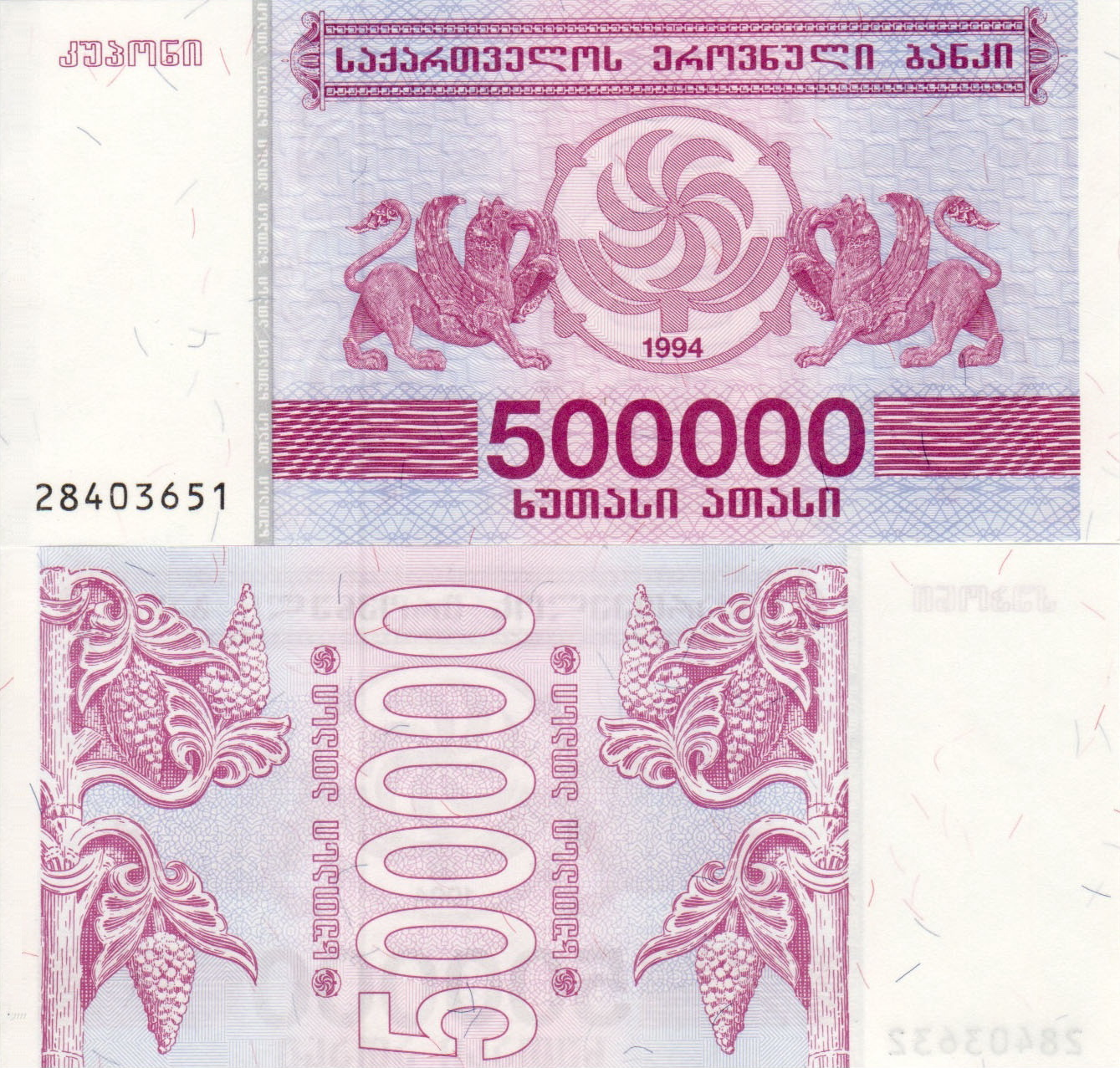
500 000 kuponów
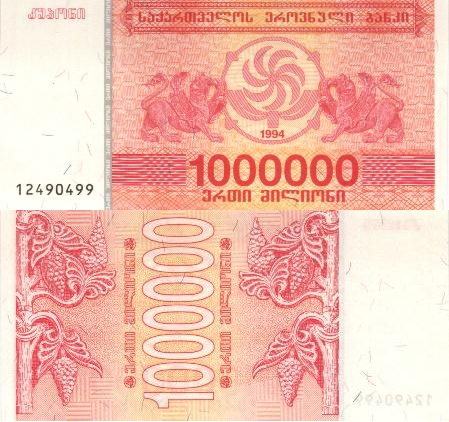
1 000 000 kuponów

## Denominacja
2 października 1995 r. rząd Eduarda Szewardnadze zastąpił tymczasową walutę na lari, w stosunku 1:1 000 000. Od tego czasu utrzymuje się na dość stabilnym poziomie.